# Henri Lemaître
Henri Lemaître (Mortsel, 17 ottobre 1921 – Roma, 20 aprile 2003) è stato un arcivescovo cattolico belga.

## Biografia
Henri Lemaître nacque il 17 ottobre 1921 a Mortsel, nelle Fiandre.
Studiò alla Pontificia accademia ecclesiastica, terminando il percorso formativo nel 1946 e avviandosi al servizio diplomatico della Santa Sede.
Ricevette l'ordinazione sacerdotale il 28 luglio 1946.
Il 30 maggio 1969 papa Paolo VI lo nominò delegato apostolico in Vietnam e Cambogia assegnandogli la sede titolare di Tongeren con dignità di arcivescovo ad personam. Ricevette l'ordinazione episcopale Il 20 luglio 1969, ad Anversa, per imposizione delle mani del cardinale Léon-Joseph Suenens.
Durante il suo servizio in Vietnam, agli inizi degli anni settanta, valutò come molto improbabile la vittoria statunitense nella guerra, basandosi sulle fonti cattoliche in suo possesso.
Venne espulso dal paese nel 1975, lasciando interrotti i rapporti tra il Vietnam e la Santa Sede per oltre trent'anni.
Il 19 dicembre 1975 fu inviato come pro-nunzio in Uganda, incarico che mantenne fino alle dimissioni il 16 novembre 1981.
Quattro anni dopo, il 31 ottobre 1985, venne nominato pro-nunzio in Danimarca, Finlandia, Islanda, Norvegia e Svezia.
Venne infine nominato nunzio apostolico nei Paesi Bassi il 22 marzo 1992. 
Si ritirò dal servizio diplomatico l'8 febbraio 1997.
Morì il 20 aprile 2003 all'età di 81 anni.

## Genealogia episcopale e successione apostolica
La genealogia episcopale è:
- Cardinale Scipione Rebiba
- Cardinale Giulio Antonio Santori
- Cardinale Girolamo Bernerio, O.P.
- Arcivescovo Galeazzo Sanvitale
- Cardinale Ludovico Ludovisi
- Cardinale Luigi Caetani
- Cardinale Ulderico Carpegna
- Cardinale Paluzzo Paluzzi Altieri degli Albertoni
- Papa Benedetto XIII
- Papa Benedetto XIV
- Papa Clemente XIII
- Cardinale Marcantonio Colonna
- Cardinale Giacinto Sigismondo Gerdil, B.
- Cardinale Giulio Maria della Somaglia
- Cardinale Carlo Odescalchi, S.I.
- Vescovo Eugène de Mazenod, O.M.I.
- Cardinale Joseph Hippolyte Guibert, O.M.I.
- Cardinale François-Marie-Benjamin Richard de la Vergne
- Cardinale Pietro Gasparri
- Cardinale Clemente Micara
- Cardinale Jozef-Ernest Van Roey
- Cardinale Léon-Joseph Suenens
- Arcivescovo Henri Lemaître

La successione apostolica è:
- Vescovo Barthélemy Nguyễn Sơn Lâm, P.S.S. (1975)